# Salah Assad
Salah Assad (in arabo صالح عصاد‎?, Ṣalāḥ ʿAṣṣād; 10 giugno 1958) è un ex calciatore algerino, di ruolo attaccante.

## Caratteristiche tecniche
Divenne famoso negli anni 80 per aver inventato una particolare variante aerea dell’Elastico.

## Carriera

### Club
Attivo tra gli anni 1970 e 1980, Assad iniziò a giocare a calcio in patria nel Raed Chabab Kouba, club di Algeri dove militò dal 1975 al 1982, vincendo il campionato algerino nella stagione 1980-1981.
Successivamente, a metà degli anni 1980 disputò alcune annate in Francia nelle file del Mulhouse, intervallate dalla stagione 1983-1984 trascorsa al Paris Saint-Germain.
Nel 1986 tornò in Algeria per rivestire la maglia del Raed Chabab Kouba, con cui terminò la carriera nel 1990.

### Nazionale
Ha disputato 68 partite con l'Algeria, segnando 18 reti e disputando le fasi finali del campionato del mondo 1982 in Spagna e del campionato del mondo 1986 in Messico.

## Palmarès

### Club
- Campionato algerino: 1

Raed Chabab Kouba: 1980-1981